# 白橋宏一郎
白橋 宏一郎（しらはし こういちろう、1926年1月23日 - 2009年2月3日）は、日本の医学者、精神科医。専門は児童精神医学。元東北福祉大学教授。医学博士（東北大学・1959年）。
東北児童青年精神医学会を発足し、精神科医として初めて国立総合病院長に就任した。日本における児童精神医学の権威の一人として多くの後輩を教えた。

## 来歴
1926年生まれ。1951年東北大学医学部卒業。1958年国立仙台病院精神科医長。東北大学医学部講師。1959年医学博士（東北大学）。後に東北福祉大学教授。国立仙台病院名誉院長。

## 学会
- 日本児童青年精神医学会元理事長
- 国際児童青年精神医学会第12回組織委員長

## 著書
- 行動異常児 明治図書 共著
- 病児の心理 金沢文庫 分担執筆
- 精神分裂病と年代 児童期 医学書院 分担執筆
- リハビリテーションにおける精神医学的関与 昭学社 分担執筆
- 精神神経科 金原出版 分担執筆
- 白橋宏一郎（編）、小倉清（編）『児童精神科臨床2 治療関係の成立と展開』星和書店、1981年6月。ISBN 9784791100453。

### 翻訳
- G. O Gorman こどもの自閉症 北望社 監訳

## 関連人物
- 小倉清
- 清水將之
- 山崎晃資
- 市橋秀夫
- 山家均